# لوکاس گابریل لوپز گارسیا
لوکاس گابریل لوپز گارسیا (انگلیسی: Lucas Gabriel López García؛ زادهٔ ۱۳ ژانویهٔ ۱۹۸۸) بازیکن فوتبال اهل آرژانتین است.
از باشگاه‌هایی که در آن بازی کرده‌است می‌توان به باشگاه فوتبال اینتر تورکو اشاره کرد.